# Wakefield (Michigan)
Pour les articles homonymes, voir Wakefield (homonymie).
Wakefield est une ville située dans le Comté de Gogebic à l'ouest de l'état du Michigan.

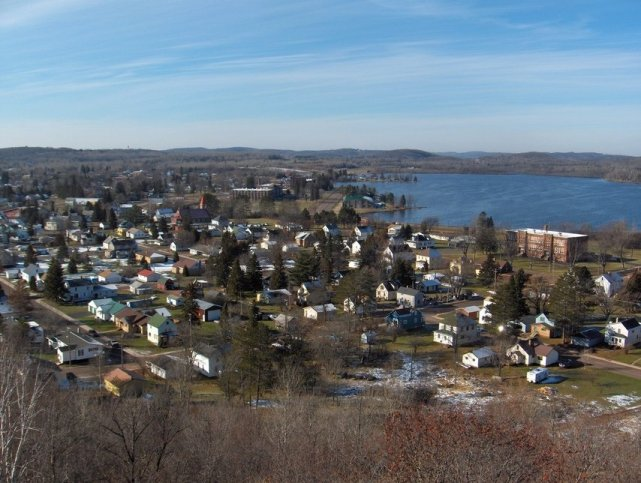
Vue de Wakefield

Sa population était de 1 702 habitants en 2020.